# Cratere Icarius
Icarius è un cratere sulla superficie di Teti.